# 石壁監獄
石壁監獄（英語：Shek Pik Prison），是香港懲教署轄下一所高度設防的監獄，位於大嶼山石壁水塘道47號，1984年4月28日投入服務，專門囚禁被判較長刑期的成年男性犯人，和部分終身監禁犯人。部分知名犯人如林過雲、唐永強等，亦有被視為政治犯的，包括戴耀廷、梁天琦。另外，石壁監獄在啟用初期已經配有先進保安設備，亦領先採用太陽能系統，當時被署方標榜為最具現代化的監獄。獄內很多犯人也藉服刑期間來進修並獲得證書，曾被立法局議員和政協委員稱讚。

## 結構
石壁監獄位處石壁水塘的南邊，附近設有低度設防的沙咀懲教所及勵志更生中心，該監獄也是少數仍然採用「監獄」之名的運作中懲教院所之一，除此之外，在香港同類採用「監獄」後綴的運作中院所只有赤柱監獄和壁屋監獄。獄內可收容426名男性成年犯人，他們一般都是較長刑期，甚至是終身監禁的嚴重罪犯，所以相對於荔枝角收押所等經常流轉的院所，犯人生活上較為穩定，亦較容易適應鐵窗環境。當他們初來報到時，要先上三天的啟導課，知悉院所規矩和每日流程，完成後便被安排到工場工作。
作為高度設防的監獄，石壁監獄在啟用初期就已經有當時先進的紅外線周界警報設備、無線通訊網及價值逾400萬港元的閉路電視系統，當中包含逾160個攝錄鏡頭和控制室的36個電視機。監獄內亦配有當時全港第二大的太陽能系統，佔地480平方公尺，主要為監獄提供熱水。跟其他大型懲教院所一樣，犯人需要參與「懲教工業」相關工作，而獄中有大型的木工和洗衣工場，皆為全港所有懲教院所中最具規模的。:67
現時獄內的監倉分為兩類，一個是俗稱「Cat A」的甲類囚犯綜合大樓；另一個是「Cat B」乙類囚犯綜合大樓，為非獨立囚禁監倉。當中前者的管理比後者更為嚴密，是獄內最高保安級別設施，基本上重門深鎖之餘亦有閉路電視監察，而內裡的獨立囚室「水飯房」沒有窗戶，全日有職員巡邏。住在前者的犯人，大多數是被判囚逾12年、甚至是終身監禁者，但有些是因有實質嚴重保安理由而被遷入，而他們每逢移到另一地點，都要經由高級主任（即「幫辦級」）以上人士，再加一位職員看管及同行，同時需經書面記錄相關行動。

## 歷史
香港政府為解決香港供水問題，便於1957年在大嶼山石壁興建石壁水塘，又在水壩下設置宿舍供工程人員入住。直到1964年水塘工程完工，宿舍正式移交至監獄署，並改為石壁教導所，這個教導所即是後來的沙咀勞役中心，並在今日發展成為沙咀懲教所及勵志更生中心。:17
香港經濟自1970年代起飛，但嚴重罪案卻有增無減，自1976年至1984年間，服刑超過六年的犯人從662人翻倍至1,358人，而當時被判終身監禁的人也從58人增至92人。鑑於同為高度設防的赤柱監獄出現飽和現象，港府需要增建高度設防監獄以作舒緩，並在1980年10月選擇在沙咀勞役中心東邊動土興建石壁監獄，涉資1.35億港元，是赤柱監獄落成以來首個高度設防「監獄」（不包括其他以「懲教所」為名的建築）。工務司署在翌年7月為監獄南方的11幢約三、四層樓高的職員宿舍招標，9月起動工。經過多年來工程，監獄在1984年初開始陸續接收約370名犯人，而啟用典禮亦於4月28日舉行，由署理港督、時任布政司夏鼎基伉儷蒞臨主持。
由於高度設防的關係，獄內監視較為嚴密，該監獄自啟用以來發生的嚴重事件不多。近期的一次是2019年1月4日下午有九名男犯人在工場內打鬥，導致署方派出俗稱「飛虎隊」的區域應變隊協助平息，有一名犯人及兩名懲教職員受傷。獄內犯人少出現打鬥，反而是很多人藉服刑期間來進修並獲得證書，時任立法局議員、現任新界鄉議局副主席林偉強在1988年到石壁監獄頒發證書時，讚揚獄內職員致力推動進修並達致優良成果。而東華三院前主席、北京市政協委員李鋈麟也在2017年到場頒發證書後，形容該監獄鼓勵犯人進修最進取的監獄之一。不過，監獄內過去有幾宗犯人自殺事件，最近一次為2016年11月3日巴基斯坦籍犯人Razaq Nadeem，他因2008年鳳姐連環劫殺案被判終身監禁，到2019年經死因庭研訊後，陪審團以大比數裁定該犯人死於自殺。

## 部分知名犯人
石壁監獄專門囚禁被判較長刑期的犯人，有不少是犯下嚴重案件後而被判入這裡服刑，最廣為人知的包括1982年連環肢解案兇手、人稱「雨夜屠夫」的林過雲，以及2002年白沙村姦殺女童藏屍案兇手，人稱「唐老鴨」的唐永強。而綽號「花柳全」的「省港旗兵」何毓桓，在1992年因多項罪名被判入赤柱監獄，其後轉到石壁監獄獨立囚倉繼續服刑，惟他在獄中仍繼續犯事，曾多次襲擊懲教職員及其他犯人，故被多次加刑。
除了嚴重罪犯外，其他知名人士還包括「佔中三子」之一的香港大學法律學院副教授戴耀廷，2019年4月被判囚16個月，但他在8月因向高等法院申請保釋而暫時出獄。本土派政治人物梁天琦，因2016年旺角騷亂而同樣被判入石壁監獄，2019年尾他收到透過民主派「和你寫」行動而來的聖誕卡，其後突然被調到甲類囚犯綜合大樓。2021年4月16日，前立法會議員梁國雄因組織及參與非法集會被西九龍法院裁定罪成判入獄18個月，現時在石壁監獄服刑。

## 外部鏈結
- 懲教署：石壁監獄（页面存档备份，存于）